# 852
| 852                |
| ------------------ |
| Dødsfald - Fødsler |
|                    |

| Gregoriansk kalender | 852 DCCCLII             |
| Ab urbe condita      | 1605                    |
| Armensk kalender     | 301 ԹՎ ՅԱ               |
| Kinesiske kalender   | 3548 – 3549 辛未 – 壬申 |
| Etiopisk kalender    | 844 – 845               |
| Jødisk kalender      | 4612 – 4613             |
| Hindukalendere       |                         |
| - Vikram Samvat      | 907 – 908               |
| - Shaka Samvat       | 774 – 775               |
| - Kali Yuga          | 3953 – 3954             |
| Iransk kalender      | 230 – 231               |
| Islamisk kalender    | 237 – 238               |

Se også 852 (tal)